# Подол (Ленінградська область)
Подол (рос. Подол) — присілок у Волховському районі Ленінградської області Російської Федерації.
Населення становить 13 осіб. Належить до муніципального утворення Староладозьке сільське поселення.

## Історія
Згідно із законом № 56-оз від 6 вересня 2004 року належить до муніципального утворення Староладозьке сільське поселення.

## Населення
| 2007 | 2010 | 2017 |
| ---- | ---- | ---- |
| 19   | ↗24  | ↘13  |